# Oswald Holmberg
Torsten Oswald Magnus Holmberg, född 17 juli 1882 i Malmö, död där 11 februari 1969, var en svensk officer och gymnast.
Holmberg var son till grosshandlaren Magnus Holmberg och Augusta Lindqvist. Han avlade juridisk preliminärexamen vid Lunds universitet 1901 och gick därefter in vid det militära där han blev officer vid Vendes artilleriregemente 1903. Han avancerade med tiden till major men skulle i huvudsak komma att vara verksam som gymnastiklärare, vilket han var vid Gymnastiska centralinstitutet 1911–1912 och från 1924, vid läroverket i Kristianstad 1912–1922 och vid Nya Elementarskolan från 1928. Han var även lärare vid Krigsskolan 1922–1926 och författade åtskilliga böcker i gymnastiska ämnen.
1905 tog Holmberg bronsmedalj i grenhopp vid svenska mästerskapen i allmän idrott och atletik (friidrott) som hölls vid Olympia och tennishallen i Helsingborg.
1907 och 1914-1917 var Holmberg ordförande i huvudstyrelsen för IFK Kristianstad.
Holmberg deltog vid samtliga olympiska spel från 1906 till 1920 och blev olympisk guldmedaljör 1908 och 1912 (i gymnastik) samt bronsmedaljör 1906 (i dragkamp).
Holmberg var bror till Carl och Arvid Holmberg, också de olympier. Oswald Holmberg är begravd på Norra kyrkogården i Lund.